# Ole Sørensen (velista)
Ole Sørensen (Sandefjord, 22 settembre 1883 – Oslo, 25 febbraio 1958) è stato un velista norvegese, vincitore della medaglia d'oro nella classe 10 metri (regole 1907) a Anversa 1920 a bordo dell'imbarcazione Eleda.

## Palmarès
- Giochi olimpici

Anversa 1920: oro nella classe 10 metri (regole 1907).